# Горное (озеро, Чукотский автономный округ)
Горное — озеро в России, находится в Билибинском районе Чукотского автономного округа. Площадь поверхности озера — 1,62 км². Площадь водосборного бассейна — 26,8 км².
Озеро находится в долине реки Монни (левый приток Уямканды) на высоте чуть более 400 метров над уровнем моря. Подпружено застывшими лавовыми потоками от горы Вулканной (вулкан Анюйский). С северо-востока в озеро впадают два небольших ручья.
Код озера в государственном водном реестре — 19010300111119000000776.